# Vasil Timkovič
Vasil Timkovič (21. března 1923 Skotarskoje, Podkarpatská Rus – 2. ledna 2023, Česká Třebová) byl přeživší gulagu a československý voják, veterán druhé světové války, ve které bojoval v 1. československém armádním sboru. Po válce se usadil v České Třebové. Nadále působil v armádě, po roce 1989 se podílel na obnovení tradice Československé obce legionářské a vzniku její místní jednoty v Ústí nad Orlicí. Zasadil se také o vznik pomníku a Parků československých legií v Ústí nad Orlicí a České Třebové.

## Životopis
Vasil Timkovič se narodil 21. března 1923 ve vesnici Skotarskoje na Podkarpatské Rusi jako nejmladší ze čtyř dětí v rodině lesního správce Georga Timkoviče. Studoval na gymnáziu v Mukačevě, později ve Svaljavě.
Na podzim roku 1939, po okupaci Československa, kdy Podkarpatskou Rus zabralo Maďarsko, utekl Vasil spolu se dvěma spolužáky z gymnázia za hranice do Sovětského svazu (přesněji řečeno na území bývalého Polska, které bylo toho času okupované Sovětským svazem). Doufali, že je Rusové přijmou přátelsky a dovolí jim bojovat za osvobození své vlasti. Namísto toho byli uvězněni v gulagu.
Chlapce chytili hned za hranicí a dopravili do polského města Skole. Následně je přesunuli do věznice v Charkově, kde byli odsouzeni na tři roky za nelegální přechod hranic. Vasil si je odpracoval v táboře Pečorlag (Pečorský nápravně pracovní tábor), kde stavěl železniční trať Vorkuta – Moskva. Životní podmínky zde byly tak bídné, že byl rozhodnutý skončit se životem, což se mu ale nezdařilo.
Po skončení trestu, na sklonku roku 1942, dostal nabídku dobrovolně odjet do Buzuluku, kde se tou dobou formovala československá vojenská jednotka. V Buzuluku podstoupil základní výcvik, účastnil se osvobozování Kyjeva a přes Duklu a Slovensko se probojoval až ke Vsetínu, kde ho zastihl konec války.
Na Podkarpatskou Rus se natrvalo už nikdy nevrátil. Po válce ji Československá vláda po nátlaku odstoupila Sovětskému svazu. Už to nebyla ta země, za kterou Vasil bojoval – a tak se rozhodl zůstat v Československu. Rodina ve Skotarském o něm neměla žádné zprávy, a proto ho nechala vyhledat Červeným křížem. Vasil Timkovič se následně do Skotarského vydal, avšak bohužel už nezastihl svého otce, kterého dva dny před jeho příjezdem odvedla NKVD. Bratr i tři sestry zůstali na Podkarpatské Rusi, Vasil se vrátil do Československa. Usadil se v České Třebové, dostudoval střední školu a oženil se. Nadále zůstal u armády, do důchodu odešel v 57 letech v roce 1980.
Počátkem 90. let coby válečný veterán stál u zrodu místní jednoty Československé obce legionářské v Ústí nad Orlicí a dlouhá léta byl jejím předsedou. V Ústí se zasadil také o vznik pomníku a Parku československých legií a o vznik stejnojmenného parku také v České Třebové. Pravidelně se účastnil pietních akcí ke Dni válečných veteránů, naposledy ještě 11. listopadu 2022.
Zemřel 2. ledna 2023 ve věku 99 let. Pohřben byl 13. ledna 2023 s vojenskými poctami v České Třebové.

## Ocenění

### Vyznamenání
- Československá medaile Za chrabrost před nepřítelem
- Československý válečný kříž 1939
- Československá medaile za zásluhy, I. stupně
- Pamětní medaile československé armády v zahraničí
- Dukelská pamětní medaile
- Medaile Za zásluhy o obranu vlasti
- Pamětní medaile k 20. výročí osvobození ČSSR
- Čestný pamětní odznak k 60. výročí ukončení 2. světové války
- Čestná pamětní medaile k 90. výročí vzniku Československé republiky
- Pamětní medaile za účast v boji proti fašismu a za osvobození vlasti
- Pamětní medaile ČsOL „1914–1918 / 1939–1945“
- Pamětní medaile ČsOL, I. stupně
- Pamětní medaile ČsOL, II. stupně
- Pamětní medaile ČsOL, III. stupně
- Medaile Za vítězství nad Německem 1941–1945
- Medaile Za osvobození Prahy
- Jubilejní medaile 50. výročí vítězství ve Velké vlastenecké válce 1941–1945
- Jubilejní medaile 70. výročí vítězství ve Velké vlastenecké válce 1941–1945, předána 31. března 2015[7]

### Další ocenění
- Cena Za zásluhy o Pardubický kraj za rok 2019[8]
- Čestné občanství města Česká Třebová, uděleno 11. listopadu 2021, kvůli zdravotním komplikacím předáno 21. ledna 2022[4]